# Chroberz (przystanek kolejowy)
Chroberz – dawny wąskotorowy przystanek osobowy w Chrobrzu, w gminie Złota, w powiecie pińczowskim, w województwie świętokrzyskim, w Polsce.